# Bonfire (ló)
Bonfire az a ló, akivel Anky van Grunsven rendkívül sok díjat nyert. Később Salinero követte Bonfire jó példáját.

## Díjak
| Verseny           | helyezés        | év                              | összesen |
| ----------------- | --------------- | ------------------------------- | -------- |
| Olimpia           | negyedik egyéni | 1992                            | 1        |
| Olimpia           | ezüst csapat    | 1992 1996 2000                  | 3        |
| Olimpia           | ezüst egyéni    | 1996                            | 1        |
| Olimpia           | arany egyéni    | 2000                            | 1        |
| Világbajnokság    | arany egyéni    | 1994                            | 1        |
| Világbajnokság    | ezüst csapat    | 1994 1998                       | 2        |
| Europa-Bajnokság  | ötödik egyéni   | 1991                            | 1        |
| Europa-Bajnokság  | bronz csapat    | 1991                            | 1        |
| Europa-Bajnokság  | ezüst egyéni    | 1995 1997                       | 2        |
| Europa-Bajnokság  | ezüst csapat    | 1995 1997 1999                  | 3        |
| Europa-Bajnokság  | arany egyéni    | 1999                            | 1        |
| Europa-Bajnokság  | ezüst egyéni    | 1998                            | 1        |
| Világkupa         | ezüst           | 1998                            | 1        |
| Világkupa         | arany           | 1995 1996 1997 1999 2000        | 5        |
| Holland Bajnokság | arany           | 1991, 2, 3, 4, 5, 6, 7, 8, 2000 | 9        |

### Csökkenő Időrendben
- Nyári Olimpia 2000: aranyérem egyéniben, ezüst csapatban
- Világkupa 2000: aranyérem
- Holland Bajnokság 2000: aranyérem
- Világkupa 1998: silver
- Europa Bajnokság 1999: aranyérem egyéniben, ezüst csapatban
- Világkupa 1999: aranyérem
- Világbajnokság 1998: ezüst egyéniben, ezüst csapatban
- Holland Bajnokság 1998: aranyérem
- Europa Bajnokság 1997: ezüst egyéniben, ezüst csapatban
- Világkupa 1997: aranyérem
- Holland Bajnokság 1997: aranyérem
- Nyári Olimpia 1996: ezüst egyéniben, ezüst csapatban
- Világkupa 1996: aranyérem
- Holland Bajnokság 1996: aranyérem
- Europa Bajnokság 1995: ezüst egyéniben, ezüst csapatban
- Világkupa 1995: aranyérem
- Holland Bajnokság 1995: aranyérem
- Világbajnokság 1994: aranyérem egyéniben, ezüst csapatban
- Holland Bajnokság 1994: aranyérem
- Holland Bajnokság 1993: aranyérem
- Nyári Olimpia 1992: negyedik egyéniben, ezüst csapatban
- Holland Bajnokság 1992: aranyérem
- Europa Bajnokság 1991: ötödik egyéniben, bronz csapatban
- Holland Bajnokság 1991: aranyérem